# 固山一鞏
固山一鞏（こざん いっきょう）は、鎌倉時代から南北朝時代の臨済宗の僧。

## 経歴・人物
はじめ肥前高城寺の蔵山順空に師事する。博多にて元僧の西澗子曇より無中の号を受ける。京都で無為昭元、南山士雲らに学ぶ。京都東福寺にうつった順空の法を嗣ぎ、東福寺、天竜寺の住持を歴任した。